# Carl Moltke
För andra betydelser, se Carl Moltke (olika betydelser).
Carl Moltke, född den 15 november 1798 i Kiel, död den 12 april 1866, var en dansk greve och statsman, sonsons son till Adam Gottlob Moltke, farfar till utrikesministern Carl Moltke.
Moltke användes 1832 vid förarbetena till provinsialständernas organisation, blev 1834 deputerad och 1840 förste deputerad i Räntekammaren samt 1846 president i slesvig-holsteinska kansliet. Han sökte på allt sätt hejda den upproriska strömning, som uppstått under hans företrädare, greve Joseph Carl Reventlow-Criminil, men det var för sent. Moltkes avlägsnande från styrelsen var därför en av slesvig-holsteinarnas fordringar 1848.
Strax efter Kristian VIII:s död 20 januari 1848 blev Moltke minister och erhöll i uppdrag att jämte A.S. Ørsted och P.G. Bang utarbeta en konstitutionell författning för den tudelade monarkin. Han avgick emellertid i mars 1848, då han inte kunde ansluta sig till den nya riktning, som då kom till styret. I augusti utnämndes han till ordförande för den provisoriska styrelsen i Slesvig och Holstein, men fördrevs av de upproriska, då han ville tillträda sin post.
Då man i januari 1852 återgick till idén om en dansk helstat, blev Moltke minister för Slesvig till december 1854. Han regerade i strängt byråkratisk anda, även i förhållande till danska pressen, men hädade med kraft de ändringar, som 1850-51 införts i hertigdömets styrelse, också i fråga om ordnandet av språkförhållandena. I de skarpaste uttryck fördömde han 1853 gentemot ständerförsamlingen slesvig-holsteinska upproret.
Med sin avgjort tyska bildning och sina starka sympatier för envälde och aristokrati betraktade han emellertid den friare danska utvecklingen med ovilja och gjorde därför ständerförsamlingen alldeles lik den holsteinska, så att församlingen fick tysk majoritet. En djup klyfta uppstod sålunda mellan kungariket och hertigdömena, och Moltke är en god typ för de så kallade lojala slesvig-holsteinarna. I juli 1864 blev Moltke åter minister utan portfölj till juli 1865, men kunde då ingenting uträtta för Danmarks sak.